# Caín y Abel (telenovela)
Caín y Abel fue una telenovela argentina producida por On TV Llorente & Villarruel en conjunto con Telefe Contenidos y distribuido por Telefe Internacional. Protagonizada por Joaquín Furriel en el papel de "Abel" y Fabián Vena en el papel antagónico de "Caín". Coprotagonizada por Juan Gil Navarro y Mara Bestelli. Antagonizada por Luis Machín y el primer actor Luis Brandoni. También, contó con las actuaciones especiales de Federico D'Elía y la primera actriz Virginia Lago. Y las presentaciones de Julieta Cardinali, Vanesa González y Mercedes Oviedo.
Esta fue una telenovela con contenido social, que recreó la temática bíblica aunque adaptada a los tiempos actuales.

## Personajes
El elenco principal fue conformado por los siguientes actores:
Agustín Vedia (Joaquín Furriel): Tercer hijo de la familia, joven, exitoso y apasionado, Agustín es el hombre que fisurará la rígida estructura familiar de los Vedia. Agustín retorna luego de un largo tiempo y, movido por nobles ideales, empezará a hurgar en los oscuros negocios familiares hasta dar con verdades que nunca imaginó encontrar, y que lo transformarán tan hondamente que llegará a enfrentar a su propia familia. Leonora, una mujer con quien tiene un encuentro inesperado,  es la mujer de la cual se enamora y la única que confía en un devastado Agustín, quien duda de su propia inocencia ante el crimen de David Paz, padre de su Valentina. Acusado injustamente de ese asesinato que no cometió, es juzgado severamente por todos a su alrededor, salvo por Leonora . Allegado a su hermano Facundo, regresó por pedido de este antes de que su hermano mayor falleciera por causa de Simón y las maniobras utilizadas por Vedia Corp. El amor de Valentina lo atormentará y lo enfrentará trágicamente a su hermano Simón, quien lo asesinará. 
Leonora visita su tumba y le entrega flores tanto a él como a Facundo.
Simón Vedia (Fabián Vena): El segundo de los hijos es, a diferencia de Agustín, un hombre débil y lleno de inseguridades. Ambicioso, de apariencia sólida y gran capacidad para los negocios, Simón esconde con vergüenza un pasado de internaciones psiquiátricas que aún no ha superado del todo. Casado con Pilar, está eternamente enamorado de Valentina Paz y es capaz de todo por estar con ella. Culpa a Agustín de que Valentina nunca haya podido fijarse en él porque su hermano menor lo opacaba. Le tiende una trampa a Agustín y tiene un papel, involuntario pero importante, en el asesinato de Facundo Vedia, su hermano mayor. El regreso de Agustín hará que recrudezcan sus más oscuros sentimientos, de los cuales se servirá Eugenio para manipularlo.  
En el capítulo final mata a su hermano Agustín. Muere por causa de Gregorio. 
Leonora Mendoza (Julieta Cardinali): Leonora es una mujer joven, inteligente y aguerrida, cuya vida transcurre totalmente por fuera del universo de los Vedia. Pero un acontecimiento desgraciado la relacionará directamente con ellos y la pondrá en el ojo de la tormenta. Desesperada por la pérdida de su hermano, se acerca a los Vedia para averiguar el interés que Damián tenía en ellos. Su sobrino Lucas, hijo de Damián y, por lo tanto, nieto de Eugenio Vedia, suele pasar días con ella. Se enamora de Agustín Vedia, pero solo puede decírselo a la tumba de este. Ayudada por Gregorio, se inmiscuye dentro de la familia Vedia, creando un vínculo con Consuelo Vedia, Agustín y Beatriz Vedia. Descubre que Eugenio tiene una foto de su madre por casualidad y comienza a interrogarlo. Es tenaz, no se da por vencida pero tiene límites. Gregorio le envía e-mails haciéndose pasar por su hermano, le envía dinero y otros. Ella lo descubre por un pequeño detalle, es atenta. Apoya a Bea en su decisión de dejar a Alfredo una vez que descubre cómo era golpeada por él. Es engañada por un joven que se acerca a ella para darle información a Eugenio. Él se marcha pero sigue interesado en ella.
Visita las tumbas de la familia Vedia, donde le deja flores a Agustín y le dice que lo ama.
Valentina Paz (Vanesa González): Valentina es la seductora mujer de la discordia, a pesar de que ella nunca hizo nada más que ser fiel a sus sentimientos. Profundamente enamorada de Agustín, se resiste a entender que ese amor es imposible, y luchará para conseguirlo, desafiando al mismísimo Eugenio Vedia. Su padre le es arrebatado por Simón Vedia, quien le tiende una trampa a Agustín. Dolida y en busca de justicia, Valentina comienza una alianza con el asesino de su padre para vengarse de los Vedia, quienes se han encargado especialmente de colocar obstáculos en su vida. 
Deja la ciudad y se muda.
Eugenio Vedia (Luis Brandoni): Es un capo mafioso dueño de una personalidad grandilocuente, lleno de inteligencia, hombre respetable que recibe distinciones, Eugenio Vedia es el eje de una familia modelo y el encargado de hacer de Vedia Corp. la constructora más exitosa del país. Pero el gran hombre esconde demasiados secretos que, a pesar de su excelente dominio de los demás, tarde o temprano saldrán a la luz y pondrán en jaque su respetada figura.
Muere solo en la cárcel al ingerir veneno.
Consuelo Vedia (Virginia Lago): Madre de familia, mujer de estirpe, dueña de un excelente sentido del gusto y la discreción, Consuelo tiene la fuerza necesaria para plantarse en el mundo y lograr el respeto de quien sea. Es una mujer que conoce a sus hijos, sus virtudes y defectos, pero los ama por igual. Puede con todo, salvo con sus propios sentimientos, que tratará de esconder incluso cuando ya no hay manera de ocultarlos. Deberá atravesar una de las más duras batallas de su vida, tan dolorosa que terminará enfrentando a su propio esposo. Su vida se desmorona con la muerte de Facundo, inicialmente,  y la de Simón, Agustín y Eugenio.
Mientras juega con su nieto, el hijo de Bea y con Lucas, el nieto de su esposo; una mujer trae consigo a dos posibles compradores para la casa. Recuerda los momentos felices que jamás deseó que acabasen.
Pilar (Mercedes Oviedo): Es la flamante esposa de Simón, novia ideal, de plácido carácter y bella figura. Pero cuando descubra la verdadera esencia de Simón, su príncipe azul se le volverá oscuro y deberá enfrentar una vida nueva. Lucha por su matrimonio pero no es suficiente. Alfredo cree que ella siente algo por él pero en realidad Pilar confiaba en él porque creía que la comprendía. Ella y Alfredo no pertenecen a la familia Vedia debido a lazos de sangre y por ello piensa que se entienden. Lucio, el hombre quien la cuidaba por pedidos de Simón, es con quien desarrolla una inesperada relación. Ella no lo soportaba. Tiene tendencias a embriagarse pero es una mujer que lucha por lo quiere y no se queda en silencio. Enfrenta a la vida.
Se marcha con Lucio para comenzar con una vida nueva.
Alfredo Rincón (Federico D'Elía): Esposo de Beatriz y militar retirado, Alfredo es un hombre violento pero de amables modos. Violento, sin escrúpulos, ambicioso y sin límites. Su relación con Gregorio es conflictiva y con los Vedia también. Eugenio lo considera un estúpido. Tiene dos hijos con Beatriz Vedia, ella fue quien le permitió entrar en la familia. A pesar de todo, Eugenio se vale de él para realizar muchas cosas. La fuerza es el medio que encuentra para imponerse tanto en el seno de su familia como en el ámbito laboral. Pero pronto su crueldad encontrará un límite que deberá respetar por primera vez en su vida.
Termina en prisión donde paga por el daño que realizó.
Gregorio Mendel (Luis Machín): Es la mano derecha de Eugenio..Abogado de la empresa y un hombre religioso, quien suele tener charlas con Consuelo. Tiene una relación conflictiva con Alfredo. Está presente durante la muerte de Damián Mendoza, y es quien descubre que Damian y Facundo se conocían. Ayuda a Leonora a insertarse en el mundo de los Vedia. Le envía e-mails haciéndose pasar por su hermano, le envía dinero, inscribe a Lucas Mendoza en una escuela, y se hace cargos de las cuotas. Comienza a querer a Lucas como a un hijo. Descubre que Damian Mendoza es hijo de Eugenio, pero lo oculta, ante el temor de que Eugenio sufriera de una depresión, ya que Damian y Facundo murieron el mismo día. Junto con Fernando, protegen a Leonora de Eugenio y de Alfredo. Por orden de Eugenio, le entrega a este en la prisión una pastilla de veneno, y le aplica una dosis letal a Simón en el hospital, quien muere en el acto.
Fernando Soler/Guillermo (Juan Gil Navarro): Es un joven, contratado por Eugenio para obtener información sobre Leonora. Al principio, se acerca a ella solo para cumplir su trabajo pero al final acaba enamorándose. Es quien traslada el cuerpo de Damián Mendoza al lugar donde fue hallado. Junto con Gregorio, protegen a Leonora de Eugenio y detiene a Alfredo en la casa de Leonora, cuando este se dirigía allí para asesinarla. Se marcha, pero sigue interesado en Leonora.
Beatriz Vedia de Rincón (Mara Bestelli): Bea es la única mujer de la familia Vedia. Es una mujer insegura y débil, aunque de buen corazón, que está casada con Alfredo, con quien tiene dos hijos. Bea es víctima de múltiples formas de maltrato por parte de Alfredo.

## Otros personajes y participaciones
- Santino Vedia (Juan Bautista Greppi) : Alejado de los negocios, Santino, el menor de los hermanos, intenta diferenciarse de una familia llena de secretos pero, paradójicamente, irá forjando sus propias emociones clandestinas. Siente una fuerte atracción por su prima Lila.
- Lila (Giselle Bonaffino) : Es pariente de los Vedia, y por más que lo quiera negar siente una fuerte atracción por su primo Santino.
- Nicolás (Gastón Ricaud): Es amigo de Agustín. Llega de México, Tras separarse, Agustín lo invita a quedarse en su casa.
- Daniela Bossi (Mónica Scapparone): Es una mujer soltera y seductora, de personalidad arrolladora y extrovertida, que está desesperada por encontrar un candidato para casarse. Entrará en relación con los Vedia y sus empleados, quienes se convertirán en la presa ideal de esta persistente mujer.
- Facundo Vedia (Antonio Birabent) : Era el hermano mayor de los Vedia. Conocido de Damián Mendoza, descubrieron que Simon se encontraba en algo turbio. Preocupado por eso se contacta con Agustín, y este regresa a Argentina. Fue tiroteado por un matón de Simón en un asalto a un supermercado en el que se encontraba de casualidad, ya que reconoció a quien le disparó y posteriormente muere en el hospital. Luego de su muerte, Agustín continúa con su investigación.
- Anabella Blanco
- Gipsy Bonafina
- Martina Calisi
- Ernesto Claudio (Comisario Ramírez)
- Eduardo Coacci
- Soledad Comasco
- Diego Corán
- Rocco De Grazia
- Fena Della Maggiora (Damián)
- Ana Dobal
- José Luis Alfonzo
- Héctor Bordoni
- Miguel Paludi
- Gonzalo Amor
- Mario Jursza
- Mariana Esnoz
- Gabriel Galíndez
- Juan Cruz Garri
- Carlos Garric
- Santiago Luna
- Carola Noriega
- Santiago Pedrero (JR)
- Horacio Peña (David)
- Osvaldo Sanders
- Paula Siero(Nora)
- Sergio Surraco (Germán)
- Micaela Tripodi
- Paula Trucchi
- Joaquín Méndez
- Joaquín Flamini (Lucas)
- Nicolás Fiore (Ariel)
- Ariel Staltari (Lucio)
- Edward Nutkiewicz (Dr. Baldini)
- Luciana Rojo (Chani)

## Muertes
| Personaje      | Intérprete          | Causa de Muerte                                                                            | Capítulo |
| -------------- | ------------------- | ------------------------------------------------------------------------------------------ | -------- |
| Damián Mendoza | Fena Della Maggiora | asesinado por Alfredo                                                                      | 1        |
| Facundo Vedia  | Antonio Birabent    | recibió erróneamente un disparo de un matón de Simón y posteriormente muere en el hospital | 3        |
| David Paz      | Horacio Peña        | asesinado por Simón                                                                        | 25       |
| Ramírez        | Ernesto Claudio     | asesinado por Eugenio                                                                      | 47       |
| Agustín Vedia  | Joaquín Furriel     | asesinado por Simón                                                                        | 49       |
| Eugenio Vedia  | Luis Brandoni       | se suicida                                                                                 | 49       |
| Simón Vedia    | Fabián Vena         | asesinado por Gregorio                                                                     | 49       |

## Ficha técnica
- Idea y Producción General: Bernarda Llorente – Claudio Villaruel
- Autor: Guillermo Salmerón
- Co-Autores: Maricel Lloberas – Rodolfo Cela
- Director De Fotografía: Pedro Suárez
- Escenografía: Martín Seijas – Carlos Gholak
- Musicalización: Maxi Riquelme
- Sonido: Marcos Miranda
- Ambientación: Belén García Posadas – Lucila Acuña – Manuel Paz
- Asesoras De Vestuario: Anabella Mosca – Lucía Rosauer
- Edición: Alejandro Luccioni – Fernando Salmerón
- Post-Producción: Ignacio Pochat – Mercedes Mora
- Productor Técnico: Alejandro Rojas
- Coordinación De Producción: Osvaldo Codazzi – Romina Bellini
- Dirección De Exteriores: Pablo Vázquez – Diego Sánchez – Andrés Palacios
- Producción Ejecutiva: Rita Fusaro
- Dirección Integral: Miguel Colom

ON TV
- Gerente Comercial: Fernando Nigro
- Prensa y Comunicación: Javier Porta

ON TV: Llorente & Villarruel Contenidos
- Asistentes de Dirección: Damián González – Gonzalo Díaz Servidio – Pablo Landoni
- Apuntadores: María Estela Riera – José Luis Barberis – Miriam Domínguez
- Productor Técnico: Alejandro Rojas
- Producción de Piso: Manuel Garriga
- Producción de Exteriores: Diego González – Ignacio Sanz
- Asistentes de Producción: Pablo Fridman – Luis Benítez – Matías Abed
- Producción de Locaciones: Marcelo Corazza – Claudia Meschengieser
- Producción: Susana Pompo – Cecilia Schargrodsky

Vestuario
- Coordinadora de Vestuario: Amelia Coral
- Vestuario Piso: Sandra Di Pietra
- Vestuario Exteriores: Aldana Galati – Mariana Fuentes – Karina Crucitti
- Peinadores: Lisandro Becker – Guillermina Carballo – Elisabet Montri – Sebastián Lopreto

Extras Sutep
- Edición: Alejandro Luccioni – Fernando Salmerón
- Pro Tools: José Sgarlata – Leo Chiozzone

Piso
- Cámaras: Baltazar Annunziatta – Fabio Moreno – Federico Lauersdorff
- Asistentes de Cámara: Ignacio Mañana – Mario Barrios
- Operador de Video: Dario Schenquerman
- Maquilladoras: Lorena Lio – Lucía Lipovich
- Microfonistas: Roberto Italiano – Eduardo Scarfia
- Asistente de Iluminación: Pablo Eliseo
- Reflectoristas: Adrián Pasternak – Ramón Valdez – Marcelo Larreta

Exteriores
- Móvil 1 - Cámaras: Marcelo Pereyra – Ariel Chacón
- Asistentes de Cámara: Alejandro Palau – Yair Scarfia
- Maquillador: Alejandro Iñiguez
- Sonido Directo: Roberto Gregorio
- Microfonista: Mariano Valentini
- Iluminador: Armando Catube
- Reflectoristas: Luis González – Gustavo Imberlina – Fernando Latorre
- Choferes: Raúl López – Nacho Cruz – Carlos Aguado
- Móvil 2 - Cámaras: Diego Arrieta – Mario Coronel
- Asistentes de Cámara: Leo Franza – Sergio Carnero
- Operador de Video: Andrés Fraire
- Maquilladora: Cecilia Smith
- Sonido Directo: Enrique Savino
- Microfonista: Carlos Ciulardi
- Iluminador: Diego Salinas
- Reflectoristas: Fernando Latorre – Marcelo Larreta
- Choferes: Omar Yñíguez – José Luis Cruz
- Maquillaje de Apertura: Gabriela Bravo – Alejandro Yñiguez – Lorena Lio
- Jefas de Maquillaje: Gabriela Bravo – María F. Ferraina
- Jefes Técnicos: Andrés Martini – Sergio Canto – Rodolfo Colombo – Hugo Lezcano
- Servicios Generales: Rubén Ortiz – Natalia Ibarrola – Cecilia Ramírez – Juan Valdés – Marcos Maldonado – Félix Arenas – Rubén Luque – Eduardo Oliva – Eduardo Gómez
- Copistería: Silvio Córdoba – María Pingitore
- Sistemas: Pablo Bello
- Jefatura de Montaje y Utilería: Félix Reynoso
- Utilería: José Cobos – Armando Núñez – Daniel Jerez – Sergio Gabriel – Eduardo Malinverno
- Maquinaria: Alberto Zottola – Leonardo Fama – Óscar Luque – Sergio Hock – Olmedo Oreste
- Envasados: Walter Toledo – Adrián Manfredi – Adrián Otero – Gustavo Dappiano – Carlos Gayo
- Electricidad: Carlos Elizondo – Óscar Gómez – Ariel Simonini – Jorge Sombra – Sebastián Del Olio – Pablo Cejas – Pablo Pavone – Gustavo Cuñal – Daniel Gómez – Joaquín Vodopivec – Gustavo Aguirre
- Gráfica: Ramiro Vicente – Fabián González

## Premios y nominaciones
| Premio                     | Categoría                    | Nominados       | Resultado |
| -------------------------- | ---------------------------- | --------------- | --------- |
| Premios Martín Fierro 2011 | Mejor Telenovela             | Caín y Abel     | Nominado  |
| Premios Martín Fierro 2011 | Actor protagonista de novela | Joaquín Furriel | Nominado  |
| Premios Martín Fierro 2011 | Actor de reparto             | Luis Machin     | Nominado  |

## Capítulo Final
La novela iba a finalizar el 31 de enero de 2011 pero se adelantó al 15 de diciembre de 2010 por el bajo índice de audiencia que hacía. El primer capítulo llegó a medir 14.5 y su último capítulo midió 13.1 según la medidora argentina IBOPE.

| Predecesor: Botineras | Caín y Abel Horario: lunes a jueves 22:30 y los sábados (resumen) a las 0:00 15 de septiembre de 2010 - 15 de diciembre de 2010 | Sucesor: El Elegido |

- Datos: Q1974297